# 562971 Johannhagen
562971 Johannhagen è un asteroide della fascia principale. Scoperto nel 2012, presenta un'orbita caratterizzata da un semiasse maggiore pari a 2,6584464 au e da un'eccentricità di 0,1195476, inclinata di 2,81890° rispetto all'eclittica.